# Teorema fundamentală a calculului integral
Teorema fundamentală a calculului integral specifică relația dintre cele două operații de bază ale calculului integral, derivarea și integrarea.
Prima parte a teoremei, numită uneori prima teoremă fundamentală a calculului integral, arată că o integrală nedefinită poate fi inversată prin derivare.
Partea a doua, uneori numită a doua teoremă fundamentală a calculului integral, permite calcularea integralei definite a unei funcții folosind oricare din infinit de multele primitive ale acesteia. Această parte din teoremă simplifică calculul integralelor definite.
Prima formulare și demonstrație publicată a unei versiuni restrânse a acestei teoreme a fost dată de James Gregory (1638-1675). Isaac Newton (1643–1727) și Gottfried Leibniz (1646–1716) au dezvoltat independent unul de altul forma finală a teoremei.

## Intuitiv
Intuitiv, teorema afirmă doar că suma unor variații infinitezimale ale unei cantități în timp constituie variația netă a acelei cantități.
Pentru a înțelege această afirmație, vom da un exemplu. Să presupunem că o particulă se deplasează în linie dreaptă cu poziția dată de x(t) unde t este timpul. Derivata acestei funcții este egală cu variația infinitezimală a poziției, dx, pentru o variație infinitezimală a timpului, dt (bineînțeles, derivata însăși depinde de timp). Să definim această variație a distanței pe variația de timp ca viteza v a particulei. În notația lui Leibniz:
{\displaystyle {\frac {\mathrm {d} x}{\mathrm {d} t}}=v(t).}
Rearanjând această ecuație, rezultă că:
{\displaystyle \mathrm {d} x=v(t)\,\mathrm {d} t.}
Prin logica de mai sus, o variație a lui x, notată {\displaystyle \Delta x}, este suma modificărilor infinitezimale dx. Ea este egală și cu suma produselor infinitezimale ale derivatei și timpului. Această adunare infinită se numește integrare; deci, operația de integare permite recuperarea funcției originale din derivata ei. De aici se poate deduce că această operație funcționează și invers, derivând rezultatul integralei pentru a obține derivata originală.

## Enunțuri
Teorema fundamentală a calculului integral are două părți. Prima parte se ocupă de derivata unei primitive, iar a doua parte se ocupă de relația dintre primitivă și integrala definită.

### Prima parte
Această parte este numită uneori Prima teoremă fundamentală a calculului integral.
Fie f o funcție continuă cu valori reale definită pe un interval închis [a, b]. Fie F funcția definită, pentru fiecare x din [a, b], prin
{\displaystyle F(x)=\int _{a}^{x}f(t)\,\mathrm {d} t}
Atunci, oricare ar fi x din [a, b],
{\displaystyle F'(x)=f(x)\,}.
Operația {\displaystyle \int _{a}^{x}f(t)} este o integrală definită cu limită superioară variabilă, și rezultatul său F(x) este una din infinit de multele primitive ale lui f.

### Partea a doua
Această parte este uneori numită A doua teoremă fundamentală a calculului integral.
Fie f o funcție continuă cu valori reale definită pe un interval închis [a, b]. Fie F o primitivă a lui f, adică una din infinit de multele funcții cu proprietatea că, oricare ar fi x din [a, b],
{\displaystyle f(x)=F'(x)\,}.
Atunci:
|                                                            | \| {\displaystyle \int _{a}^{b}f(x)\,\mathrm {d} x=F(b)-F(a)} \| |
| {\displaystyle \int _{a}^{b}f(x)\,\mathrm {d} x=F(b)-F(a)} |                                                                  |

Acest rezultat este cunoscut sub denumirea de formula Leibniz-Newton.

## Corolar
Fie f o funcție cu valori reale definită pe un interval închis [a, b]. Fie F o funcție astfel încât, oricare ar fi x din [a, b],
{\displaystyle f(x)=F'(x)\,}
Atunci, oricare ar fi x din [a, b],
{\displaystyle F(x)=\int _{a}^{x}f(t)\,\mathrm {d} t+F(a)}
și
{\displaystyle f(x)={\frac {\mathrm {d} }{\mathrm {d} x}}\int _{a}^{x}f(t)\,\mathrm {d} t}.

## Exemple
De exemplu, să presupunem că trebuie să se calculeze
{\displaystyle \int _{2}^{5}x^{2}\,\mathrm {d} x.}
Aici, {\displaystyle f(x)=x^{2}} și putem folosi {\displaystyle F(x)={x^{3} \over 3}} ca primitivă. Deci:
{\displaystyle \int _{2}^{5}x^{2}\,\mathrm {d} x=F(5)-F(2)={125 \over 3}-{8 \over 3}={117 \over 3}=39.}
Sau, mai general, să presupunem că trebuie să se calculeze
{\displaystyle {\mathrm {d}  \over \mathrm {d} x}\int _{0}^{x}t^{3}\,\mathrm {d} t.}
Aici, {\displaystyle f(t)=t^{3}} și putem folosi {\displaystyle F(t)={t^{4} \over 4}} ca primitivă. Astfel:
{\displaystyle {\mathrm {d}  \over \mathrm {d} x}\int _{0}^{x}t^{3}\,\mathrm {d} t={\mathrm {d}  \over \mathrm {d} x}F(x)-{\mathrm {d}  \over \mathrm {d} x}F(0)={\mathrm {d}  \over \mathrm {d} x}{x^{4} \over 4}=x^{3}.}
Dar acest rezultat putea fi găsit mult mai ușor ca
{\displaystyle {\mathrm {d}  \over \mathrm {d} x}\int _{0}^{x}t^{3}\,\mathrm {d} t=f(x){\mathrm {d} x \over \mathrm {d} x}-f(0){\mathrm {d} 0 \over \mathrm {d} x}=x^{3}.}

## Demonstrație
Să presupunem că
{\displaystyle F(x)=\int _{a}^{x}f(t)\mathrm {d} t.}
Fie două numere x1 și x1 + Δx din [a, b]. Deci avem
{\displaystyle F(x_{1})=\int _{a}^{x_{1}}f(t)\mathrm {d} t}
și
{\displaystyle F(x_{1}+\Delta x)=\int _{a}^{x_{1}+\Delta x}f(t)\mathrm {d} t.}
Scăzând cele două ecuații
{\displaystyle F(x_{1}+\Delta x)-F(x_{1})=\int _{a}^{x_{1}+\Delta x}f(t)\mathrm {d} t-\int _{a}^{x_{1}}f(t)\mathrm {d} t.\qquad (1)}
Se poate arăta că
{\displaystyle \int _{a}^{x_{1}}f(t)\mathrm {d} t+\int _{x_{1}}^{x_{1}+\Delta x}f(t)\mathrm {d} t=\int _{a}^{x_{1}+\Delta x}f(t)\mathrm {d} t.}
(Suma ariilor a două regiuni adiacente este egală cu aria combinată a ambelor regiuni combinate.)
Manipularea acestei ecuații produce
{\displaystyle \int _{a}^{x_{1}+\Delta x}f(t)\mathrm {d} t-\int _{a}^{x_{1}}f(t)\mathrm {d} t=\int _{x_{1}}^{x_{1}+\Delta x}f(t)\mathrm {d} t.}
Înlocuind aceasta de mai sus în (1) rezultă
{\displaystyle F(x_{1}+\Delta x)-F(x_{1})=\int _{x_{1}}^{x_{1}+\Delta x}f(t)\mathrm {d} t.\qquad (2)}
Conform cu teorema valorii medii pentru integrare, există un c din [x1, x1 + Δx] astfel încât
{\displaystyle \int _{x_{1}}^{x_{1}+\Delta x}f(t)\mathrm {d} t=f(c)\Delta x}.
Înlocuind aceasta în (2) obținem
{\displaystyle F(x_{1}+\Delta x)-F(x_{1})=f(c)\Delta x\,}.
Împărțind ambele părți la un Δx obținem
{\displaystyle {\frac {F(x_{1}+\Delta x)-F(x_{1})}{\Delta x}}=f(c).}
Mergând la limită când Δx → 0 în ambele părți ale ecuației,
{\displaystyle \lim _{\Delta x\to 0}{\frac {F(x_{1}+\Delta x)-F(x_{1})}{\Delta x}}=\lim _{\Delta x\to 0}f(c).}
Expresia din partea stângă a ecuației este definiția derivatei lui F în x1.
{\displaystyle F'(x_{1})=\lim _{\Delta x\to 0}f(c).\qquad (3)}
Pentru a găsi cealaltă limită, vom folosi teorema cleștelui. Numărul c este din intervalul [x1, x1 + Δx], astfel că x1 ≤ c ≤ x1 + Δx.
De asemenea, {\displaystyle \lim _{\Delta x\to 0}x_{1}=x_{1}} and {\displaystyle \lim _{\Delta x\to 0}x_{1}+\Delta x=x_{1}}.
Deci, conform teoremei cleștelui,
{\displaystyle \lim _{\Delta x\to 0}c=x_{1}.}
Înlocuind în (3), rezultă
{\displaystyle F'(x_{1})=\lim _{c\to x_{1}}f(c).}
Funcția f este continuă în c, deci limita poate fi introdusă în cadrul funcției. Deci rezultă
{\displaystyle F'(x_{1})=f(x_{1})\,}.
ceea ce încheie demonstrația.
(Leithold et al, 1996)